# Musikjahr 1671
Liste der Musikjahre

◄◄ | ◄ | 1667 | 1668 | 1669 | 1670 | Musikjahr 1671 | 1672 | 1673 | 1674 | 1675 | ► | ►►

Weitere Ereignisse
Dieser Artikel behandelt das Musikjahr 1671.

## Ereignisse
- 03. März: In Paris wird die Nationaloper (Académie) mit der ersten Oper in französischer Sprache, Pomone, von Robert Cambert eröffnet.
- Ignazio Albertini erhält ein Empfehlungsschreiben des Violinisten Johann Heinrich Schmelzer an den Fürstbischof Karl Liechtenstein-Kastelkorn von Olmütz.
- Maurizio Cazzati wird von seinem Posten als Maestro di Cappella in der Basilika San Petronio in Bologna entlassen, da er angeblich die Regeln des Kontrapunkts nicht durchgesetzt hat. Er geht nach Mantua an den herzoglichen Hof der Gonzagas, wo er den Ehrentitel maestro di capella di camera der Herzogin Isabella erhält.
- Philippe Quinault, Molière und Pierre Corneille arbeiten zusammen mit Jean-Baptiste Lully an der Ballett-Tragödie Psiché (Psyche). Neun verschiedene Bühnenbilder werden gebraucht, alle Götter des Olymp und eine Vielzahl von Monstern und Fabelwesen sind zu sehen. Das Werk ist trotz seiner Länge sehr erfolgreich. Aufgeführt im Tuilerientheater, ist Psiché mit Kosten in Höhe von 334.645 Livres die bis dahin mit Abstand teuerste Produktion am Hof von Ludwig XIV.

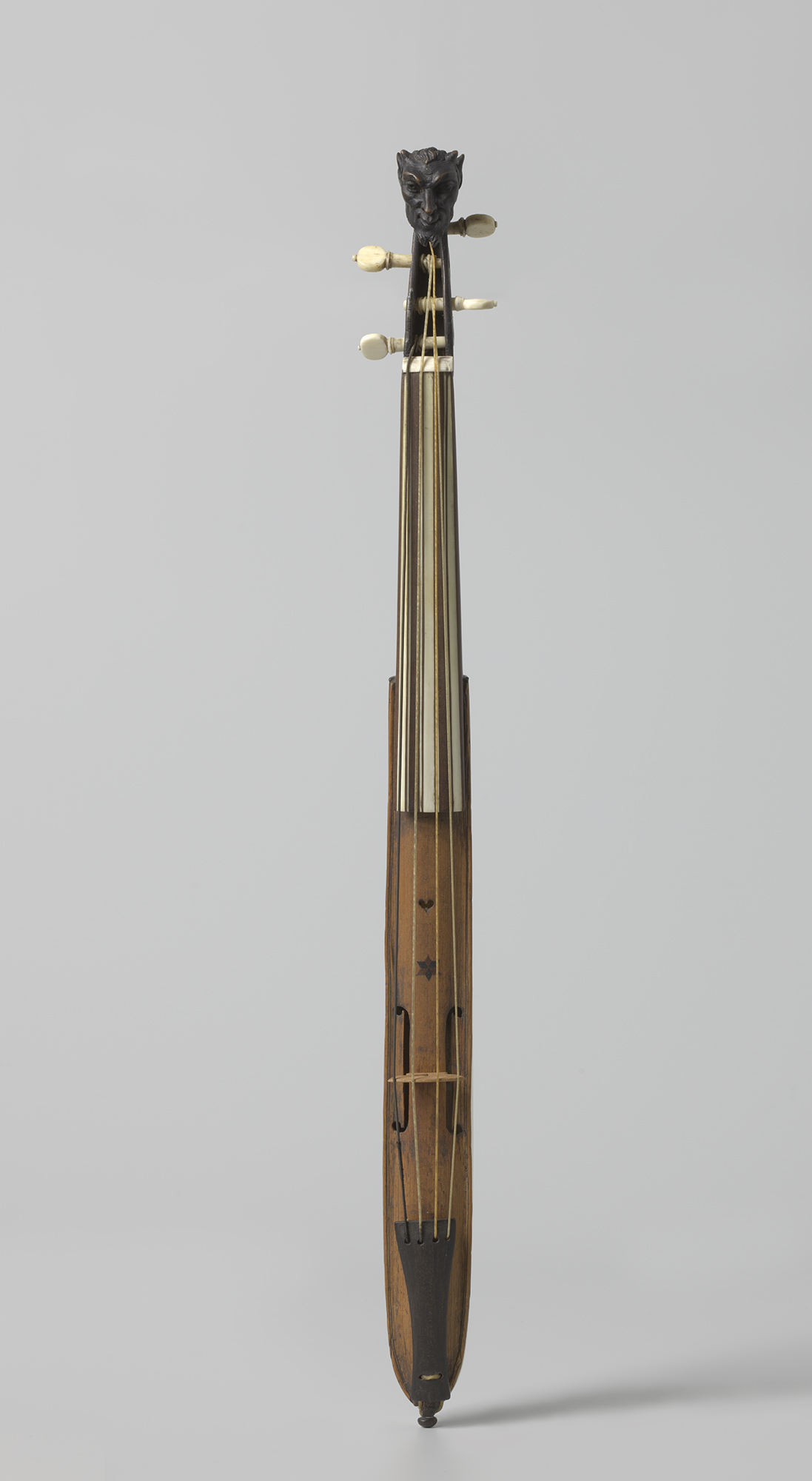
Georg Wörle – Tanzmeistergeige, Augsburg 1671

## Instrumental und Vokalmusik (Auswahl)
- Johann Georg Ahle – Neues Zehn Geistlicher Arien
- Cristofaro Caresana – Sonata à 8
- Denis Gaultier – Pièces de Luth sur trois différents modes nouveaux
- Andreas Hammerschmidt – Sechsstimmige Fest- und Zeit-Andachten
- Giovanni Legrenzi – Sonatas, op. 8
- Guilliaume-Gabriel Nivers – Antiphonarium romanum
- Francesco Passarini
  - Salmi concertati..., Bologna: Giacomo Monti
  - Antifone della Beata Vergini a voce sola..., Bologna: Giacomo Monti
- Heinrich Schütz – Meine Seele erhebt den Herren, SWV 494

## Musiktheater
- Robert Cambert – Pomone
- Antonio Pietro Degli – L’inganno fortunato
- Antonio Draghi – L’avidità di Mida
- Domenico Freschi und Gasparo Sartorio – Iphide greca
- Jean-Baptist Lully – Psiché (Psyche), LWV 45

## Geboren

### Geburtsdatum gesichert
- 01. Februar: Francesco Stradivari, italienischer Geigenbauer († 1743)
- 19. Februar: Charles-Hubert Gervais, französischer Kapellmeister und Komponist († 1744)
- 18. April: Johann Burchard Freystein, deutscher Jurist und Kirchenlieddichter († 1718)
- 12. Mai: Erdmann Neumeister, deutscher Kirchenlieddichter, Poetiker und Theologe († 1756)
- 21. Mai: Azzolino Bernardino della Ciaja, italienischer Komponist († 1755)
- 06. Juni: Sebastian Zeidlmayr, deutscher Geistlicher, Organist und Musikpädagoge († 1750)
- 08. Juni: Tomaso Albinoni, italienischer Komponist und Geiger († 1751)
- 16. Juni: Johann Christoph Bach, deutscher Organist und ältester Bruder Johann Sebastian Bachs († 1721)
- 30. Juni: Teodorico Pedrini, italienischer Missionar, Cembalist und Komponist († 1746)
- 07. September: Antoine Danchet, französischer Schriftsteller und Librettist († 1748)
- 17. Oktober: Agostino Piovene, venezianischer Dichter und Opernlibrettist († 1733)

### Geboren um 1671
- Gaspard Corrette, französischer Komponist und Organist († vor 1733)

## Gestorben

### Todesdatum gesichert
- 11. Februar: Ludwig Compenius, deutscher Orgel- und Cembalobauer (* um 1603)
- 03. Mai: Walter Rowe, englischer Komponist und Gambist (* um 1584)
- 04. August: Francesco Colombini, italienischer Komponist (* 1588)
- 11. Dezember: Johann Heinrich Hadewig, deutscher Theologe, Schriftsteller, Kirchenlieddichter und Prediger (* 1623)

### Genaues Todesdatum unbekannt
- Tobias Eberlin, deutscher Organist (* um 1590)
- Hermann Kröger, deutscher Orgelbauer (* unbekannt)

### Gestorben nach 1671
- Hans Georg von Herold, deutscher Glockengießer (* 1621)